# Jeanne Eagels
Jeanne Eagels (Kansas City (Missouri), 26 juni 1890 – New York, 3 oktober 1929), geboren als Amelia Jeannine Eagles, was een Amerikaans actrice.

## Biografie
Eagels werd geboren in Kansas City en begon daar ook haar carrière. Ze was nog jong toen ze al optrad op kleine podiums en ze verhuisde in 1911 naar New York om bekend te worden.
Eagels werd al gauw een van de Ziegfeld Follies op Broadway. Toch was het niet makkelijk voor Eagels om bekend te worden. Ze werd wel opnieuw opgemerkt toen ze in 1915 ook in films begon te spelen.
Nadat ze in enkele films was te zien, probeerde ze het opnieuw in het theater en op Broadway. Ze werd een ster toen ze in Broadway's Rain te zien was. Haar laatste optreden van dit stuk gaf ze in 1926. Vervolgens werd haar de rol van "Roxie Hart" in de musical Chicago aangeboden. Ze stopte echter tijdens het oefenen van de musical, waarschijnlijk vanwege conflicten met de regisseur. In 1927 was ze tegenover Leslie Howard in Her Cardboard Lover te zien. Ze nam echter na een seizoen een pauze om opnieuw in films te spelen.
Ze was tegenover John Gilbert in Man, Woman and Sin (1927) te zien. Vervolgens keerde ze weer terug naar Broadway om opnieuw in Her Cardboard Lover te spelen. Ze werd in 1928 geweerd van theaterproducties toen ze een optreden moest afzeggen.
Dit hield Eagels niet tegen om in films te spelen. In 1929 was ze te zien in The Letter. Hiervoor kreeg ze een nominatie voor een Oscar.
Op 3 oktober 1929 overleed Eagels onverwachts op 39-jarige leeftijd. De exacte oorzaak is niet bekend, maar het heeft te maken met alcohol en heroïne.
- Bibliothèque nationale de France: cb16550048w (data)
- Gemeinsame Normdatei: 1178838285
- International Standard Name Identifier: 0000 0000 5230 9393
- Library of Congress Control Number: nr99017527
- Virtual International Authority File: 9765517
- WorldCat: E39PBJtX6JqXYqptgXqKKGDDv3